# Vrela (Teslić)
Pour les articles homonymes, voir Vrela.
Vrela (en serbe cyrillique : Врела) est un village de Bosnie-Herzégovine. Il est situé dans la municipalité de Teslić et dans la république serbe de Bosnie. Selon les premiers résultats du recensement bosnien de 2013, il compte 65 habitants.
Avant la guerre de Bosnie-Herzégovine, le village faisait entièrement partie de la municipalité de Tešanj ; après la guerre, son territoire a été partiellement rattaché à la municipalité de Teslić intégrée à la république serbe de Bosnie.

## Démographie

### Répartition de la population par nationalités (1991)
En 1991, le village comptait 458 habitants, répartis de la manière suivante :